# Guerra civil española en la provincia de Segovia

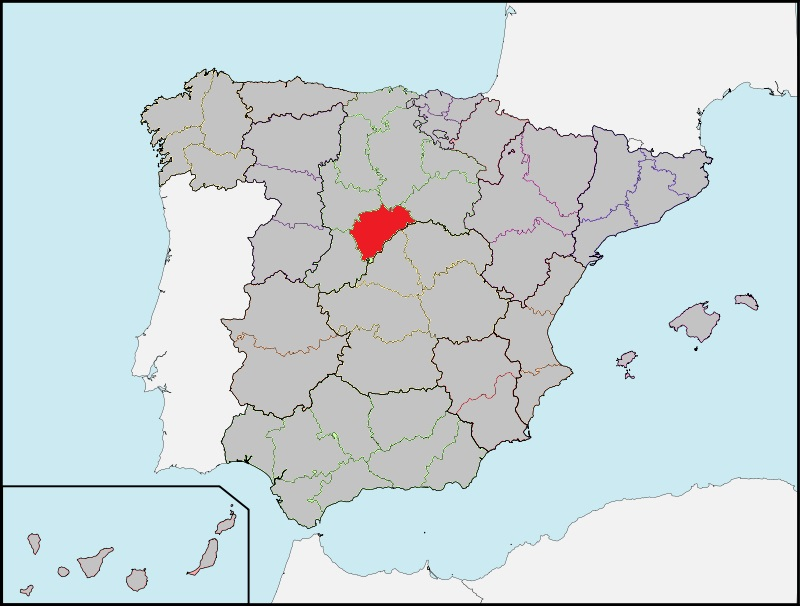
Ubicación de la provincia de Segovia en la España de la época

La guerra civil española (1936-1939) tuvo un desarrollo desigual en las provincias de la actual comunidad autónoma de Castilla y León. En Segovia los sublevados el 18 de julio de 1936, dado que la ciudad prácticamente carecía de fuerzas militares, no tuvieron ningún problema para hacerse con el control del territorio, salvo pequeños incidentes armados en las zonas de mayor concentración obrera.

## Fuerzas militares
Segovia estaba encuadrada en la VII División Orgánica con sede en la ciudad de Valladolid y cuyo jefe era el general Nicolás Molero Lobo. La guarnición de Segovia estaba formada por el 13.º Regimiento de Artillería Ligera perteneciente a la 7.ª Brigada de Artillería   del general Gerardo Ravassa Cuevas.
Aunque era una guarnición secundaria por su fuerza disponible, tenía una gran importancia estratégica por su situación de límite, por el sur y el este, con las provincias de Madrid y Guadalajara, a lo largo de las sierras de Guadarrama y Somosierra, en las que se encontraban los puertos de montaña que eran paso obligado para las columnas formadas en Castilla la Vieja que quisieran avanzar sobre Madrid.
Así, la guarnición de Segovia estaba formada en julio de 1936 por el 13.º Regimiento de Artillería Ligera al mando del coronel José Sánchez Gutiérrez; la Academia de Artillería, que contaba con siete alumnos y estaba dirigida por el coronel José Tenorio Muesas, comandante militar de la plaza; y la Escuela Automovilística.
Ambos coroneles formaban parte de la junta militar clandestina, cuyo enlace con la de Valladolid era el comandante de artillería Fernando Sanz.

## Situación política
En las Elecciones generales de España de 1936 se enfrentaron tres candidaturas: la del Frente Popular, la derechista Candidatura Contrarrevolucionaria y una candidatura centrista, gubernamental o portelista,  formada por radicales e independientes.
Acudieron a las urnas 75 088 votantes, resultando triunfadora la candidatura contrarrevolucionaria (38 640 votos) obteniendo sus tres candidatos los puestos correspondientes a la mayoría (Manuel Giménez Fernández y Juan de Contreras y López de Ayala, marqués de Lozoya, de la CEDA y Rufino Cano de Rueda, agrario).
El escaño de la minoría fue a parar al Frente Popular, a Arturo Martín de Nicolás, de Unión Republicana, quien obtuvo 25 853 votos.
El gobierno salido de las elecciones nombró gobernador civil a Adolfo Chacón de la Mata (Unión Republicana). En la Diputación salió elegido presidente el socialista Demetrio Hoyos. Por su parte, el alcalde de la capital siguió siendo Pedro Rincón, que había sido elegido en 1931. Empezó siendo radical-socialista, pero cada vez estaba más a la derecha.
La derecha se organizaba a través de Acción Popular, el partido más importante de la CEDA, dirigida por el marqués de Lozoya, cuya sección juvenil, las JAP, contaba con cientos de miembros. Falange Española apenas contaba con una docena de afiliados, todos ellos muy jóvenes.
Los trabajadores se organizaban sobre todo alrededor de la UGT y la Casa del Pueblo. Las zonas con mayor implantación de las sociedades obreras eran las situadas en el camino del  ferrocarril Villalba-Segovia-Medina del Campo, entonces en construcción (El Espinar, Valsaín), y la comarca de Cuéllar y Santa María la Real de Nieva (Bernardos, Navas de Oro, Nava de la Asunción). También había una fuerte organización obrera en el Real Sitio de la Granja de San Ildefonso y en el oeste de la provincia, donde tenían mucha influencia los trabajadores gallegos y asturianos del tendido eléctrico.

## La sublevación

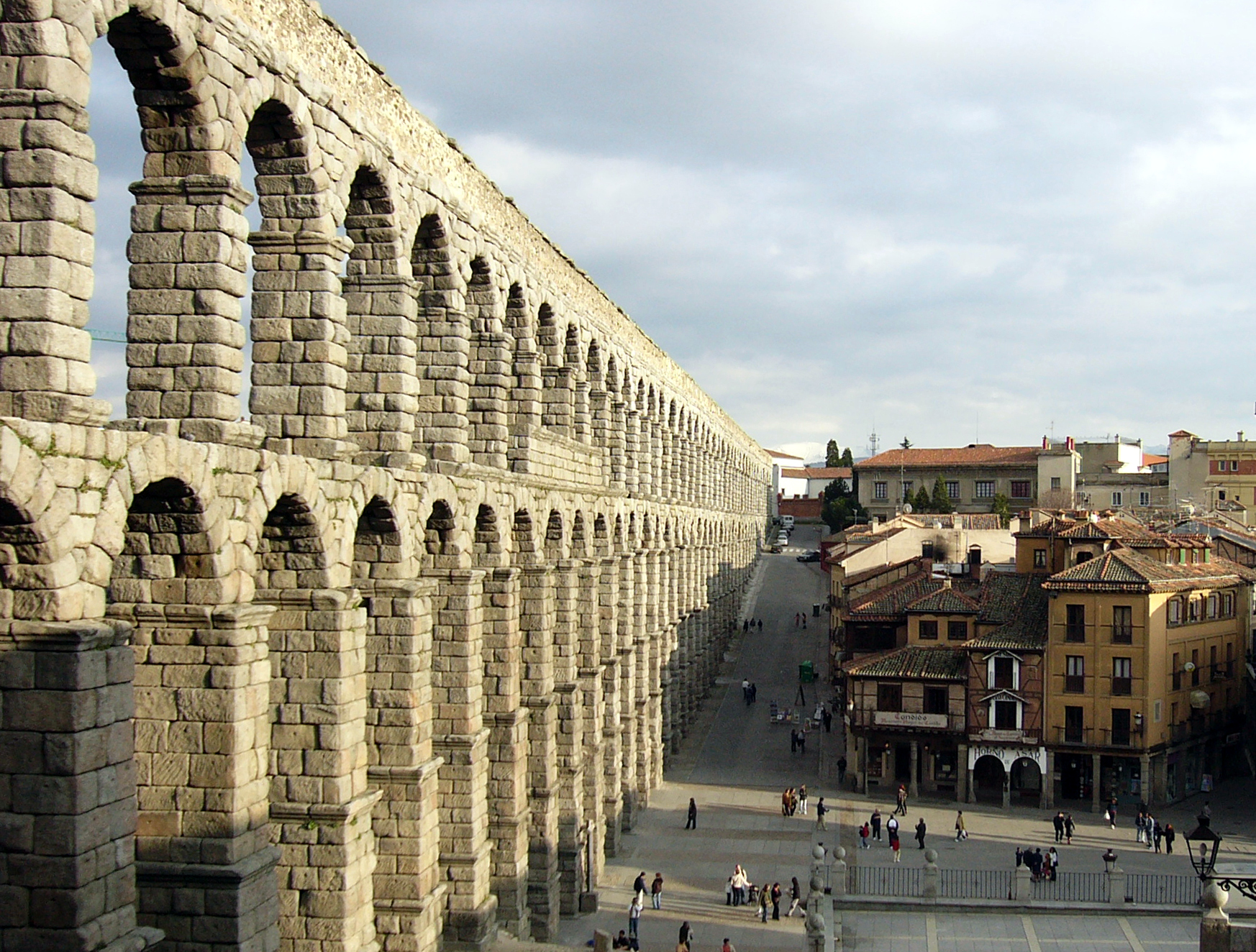
Acueducto y plaza del Azoguejo.

El 18 de julio, ante las noticias del alzamiento en África, grupos de jóvenes de la Casa del Pueblo salieron a patrullar las calles, en especial los alrededores del regimiento y del Alcázar. El gobernador civil confiaba en que los militares no se sublevarían, de modo que no entregó armas a las organizaciones obreras, aunque concentró en la capital a toda la Guardia Civil de la provincia y proclamó el estado de alarma. Esa misma tarde se reunió la junta militar clandestina, pero en principio no hicieron nada. La actitud en la ciudad era de expectativa. El Adelantado de Segovia proclamaba en su edición vespertina: «No puede vivirse con esta inquietud diaria que padecemos... Todo menos la inquietud de todas las horas y de todos los días...» En la noche del 18 al 19, los más significados dirigentes del Frente Popular segoviano se fueron a Madrid para ver la posibilidad de llevar armas o guardias de Asalto a la ciudad.
El domingo 19 por la mañana se conoció el triunfo del golpe militar en Valladolid y el teniente coronel de la Guardia Civil recibió un telegrama firmado por el general Saliquet ordenándole declarar el estado de guerra, pero ni el jefe de la Guardia Civil ni el comandante militar aceptaron la orden, puesto que desconocían que Saliquet había sustituido por la fuerza al general Molero, general jefe de la División orgánica. Sin embargo, el teniente Feijóo, del Cuerpo de Seguridad y Asalto, decidió ocupar con sus fuerzas el Gobierno Civil, deteniendo a las diez de la mañana al gobernador, a su secretario y al comisario de policía, que estaba con ellos. Poco después los de Asalto tomaron el ayuntamiento, Correos y la Telefónica. Los jefes militares, entonces, sacaron los tropas a la calle y el comandante de la Guardia Civil Joaquín España se hizo cargo del gobierno civil, ratificando en su cargo al alcalde Rincón.
A mediodía se leyó al bando de declaración del estado de guerra, primero junto al Hospital Militar y luego en el Azoguejo, muy concurrido por ser día de mercado. Se produjeron momentos de confusión, ya que la gente pensaba que los soldados habían salido a defender el orden constitucional. Las tropas ocuparon la estación de tren y los edificios oficiales. Inmediatamente delegaciones de los partidos de derechas se presentaron ante la autoridad militar para ponerse a su disposición. Los elementos más destacados de los partidos y organizaciones del Frente Popular que no habían huido de la ciudad fueron detenidos. Los presos políticos derechistas fueron liberados.
La Casa del Pueblo declaró la huelga general el mismo día 18 por la noche, que fue seguida de manera irregular en toda la provincia. Los diarios estuvieron una semana sin salir a la calle. En los lugares donde la Casa del Pueblo tenía capacidad suficiente, los partidarios del Frente Popular trataron de controlar la localidad y cortar las carreteras y vías férreas, dado que toda la Guardia Civil estaba en la capital. Pero el nuevo gobernador civil organizó destacamentos motorizados de guardias civiles y voluntarios falangistas (Falange reclutó doscientos jóvenes entre el domingo y el lunes) que empezaron a recorrer los caminos disolviendo las gestoras municipales del Frente Popular y deteniendo a los vecinos “peligrosos”. Por todo la provincia comenzó la detención masiva de partidarios del gobierno, a pesar de que en muy contados casos hubo oposición armada.
Los mayores incidentes armados se dieron en El Espinar, Prados y San Rafael, donde hubo tiroteos durante dos días entre los guardias y grupos de obreros mal armados en los denominados Sucesos de Prados, con un sublevado y cuatro obreros muertos. La Granja de San Ildefonso y Valsaín eran el principal núcleo socialista de la provincia. Curiosamente, esta localidad fue tomada el 21 de julio por el regimiento de Transmisiones de El Pardo, el cual, ante el fracaso de la sublevación en la capital había huido hacia la sierra al encuentro de las tropas de Mola fingiendo que iba a apoderarse de Segovia siguiendo órdenes del Gobierno. Tras atravesar las líneas por el puerto de Navacerrada, cuando llegó a La Granja, se sumó a la Guardia Civil sublevada. El regimiento llegaba a Segovia a las 12:00 horas del día 21.
La columna Serrador, que había salido de Valladolid en la noche del 21 al 22, llegó al Alto del León a las dos de la tarde del 22 e inició inmediatamente el asalto, conquistándolo unas horas después. Las fuerzas gubernamentales lanzaron en días sucesivos fortísimos ataques para recuperar el Alto del León, sin conseguirlo.
En la mañana del día 22 de julio, fuerzas del regimiento de artillería ligera de Segovia habían intentado ocupar el puerto de Navacerrada, sin éxito. Por ese puerto pasaba la carretera de Villalba a Segovia y Valladolid. A partir de ahí el frente se estabilizó a la altura de Valsaín y los jardines de La Granja. El terreno accidentado y con densos bosques retraía a las dos partes de lanzarse a un ataque de infantería.

## Combates enAlto del León

Frente de la guerra a finales de julio de 1936. En marrón claro la zona sublevada y en rosa la zona leal.

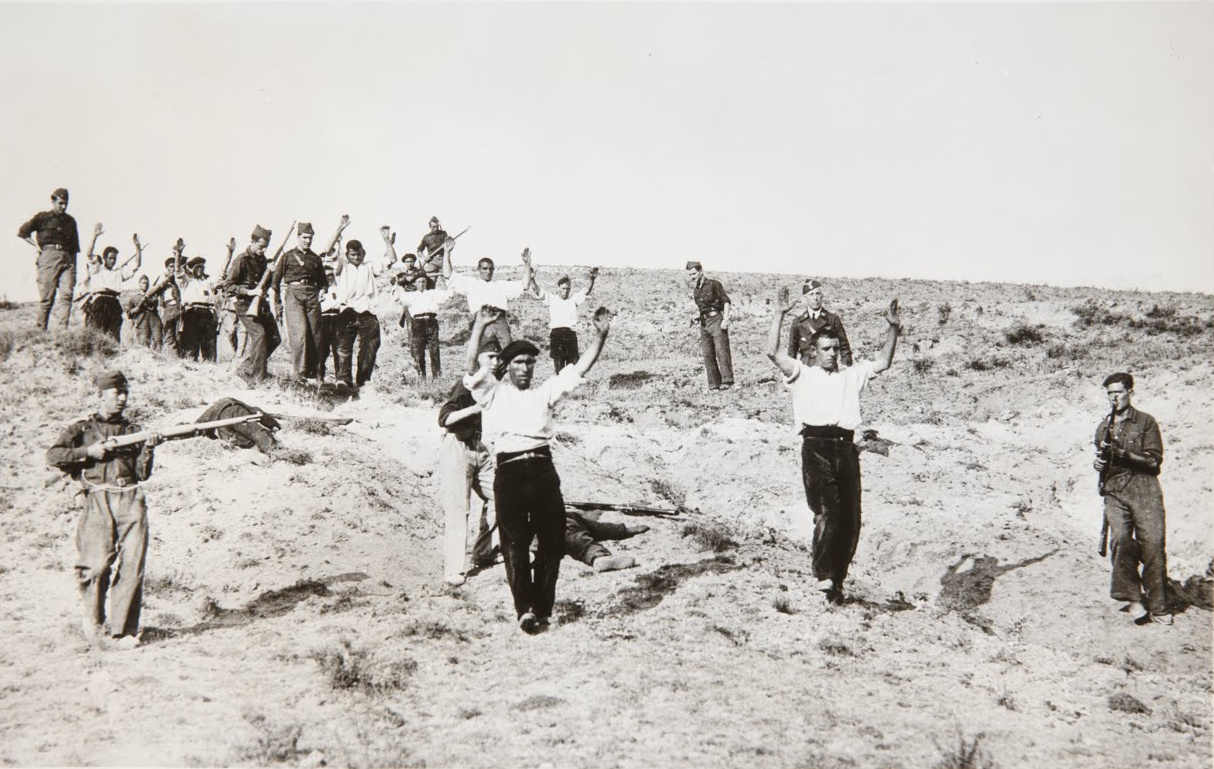
Rendición de milicianos republicanos en Somosierra. Los combates en los Altos del León fueron feroces y los prisioneros eran fusilados, en ambos bandos.

El general Saliquet, siguiendo el guion que le correspondía según los planes de la conspiración, organizó una columna para marchar sobre Madrid por los puertos de Guadarrama y Navacerrada, formada con un batallón del regimiento de infantería San Quintín, un escuadrón del regimiento de caballería Farnesio y dos baterías del regimiento de artillería ligera, a los que se sumaron 94 falangistas dirigidos por José Antonio Girón de Velasco y 150 voluntarios derechistas. En total unos 800 hombres. Saliquet encomendó el mando de la columna al coronel Serrador, que se había presentado en Valladolid el día 21 después de huir de Madrid.
Así pues, a medianoche del martes 21 de julio, salió de Valladolid, "en medio de escenas de indescriptible entusiasmo", la columna rebelde compuesta por falangistas vallisoletanos mandada por el coronel Serrador con la misión de ocupar el Alto del León en la sierra de Guadarrama, frontera entre Segovia y Madrid. A las dos de la mañana del día 22 salieron por la carretera de Olmedo hacia Villacastín por la carretera N-VI Madrid-La Coruña. En la columna del coronel Serrador participaban falangistas entre los que destacaba Onésimo Redondo, fundador de las JONS (el grupo fascista que se unió a la Falange Española de José Antonio Primo de Rivera en 1934 en el teatro Calderón), otro miembro de la columna era el joven dirigente falangista de Valladolid José Antonio Girón. Al mediodía del día 22 la columna de Serrador ocupaba San Rafael, pero cuando comenzaron a ascender el puerto de Guadarrama se encontraron con que ya había sido ocupado por una columna leal al Gobierno republicano procedente de Madrid y comandada por el coronel Enrique del Castillo Miguel. Ello dio origen a la Batalla de Guadarrama, primera batalla de toda la guerra civil, en la que las tropas de Serrador consiguieron el día 25 de julio tomar el Alto del León pero no así avanzar hacia Madrid.
Pero las columnas de Escámez y de Serrador no avanzaron hacia Madrid por falta de municiones y se parapetaron en los puertos preparándose para resistir el ataque de las fuerzas republicanas, con lo que su situación se hizo desesperada en los días siguientes, hasta que por fin llegaron las municiones que había enviado el general Franco desde Andalucía al general Mola. Primero los republicanos intentaron el asalto frontal y posteriormente intentaron envolverlos, teniendo lugar durísimos combates.
Una columna gubernamental al mando del coronel Mangada salió de Madrid en dirección a Ávila para intentar aislar por la retaguardia a las fuerzas rebeldes que ocupaban el Alto del León. En su avance Mangada conquistó varios pueblos en los que la guardia civil se había sumado al golpe pero no pasó de Navalperal de Pinares a 20 kilómetros de su objetivo, temeroso de perder la comunicación con Madrid y quedar aislado.
El frente en Guadarrama queda estancado desde aproximadamente el 10 de agosto de 1936 hasta el final de la guerra. Hubo unas 5000 bajas, entre ellas la de Onésimo Redondo, que combatió en el Alto del León y murió el 24 de julio de 1936 cuando llegó en automóvil al pueblo segoviano de Labajos, que creía zona sublevada, y murió en una emboscada organizada por un grupo de milicianos. Según parece, identificó erróneamente como falangistas a militantes anarquistas de la Confederación Nacional del Trabajo por el parecido de sus banderas, y murió acribillado.

## La ofensiva republicana, 1937

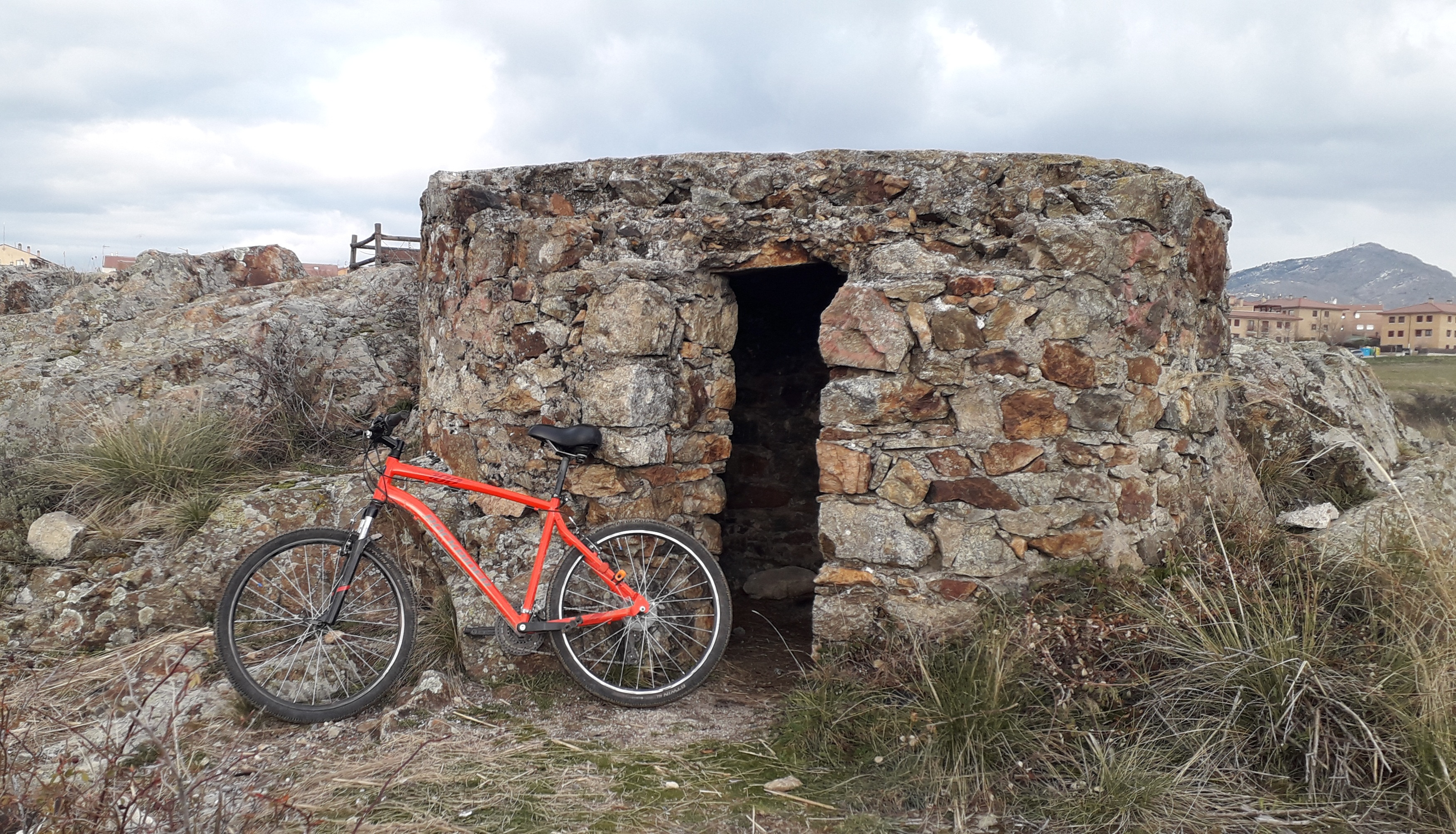
Búnker de Los Barberos (Palazuelos de Eresma), estratégico junto al río Eresma clave para cortar el avance republicano dirección Segovia

La ofensiva republicana contra Segovia tuvo lugar del 30 de mayo al 4 de junio de 1937, cuando el primer gobierno de Juan Negrín, con Indalecio Prieto como ministro de Defensa Nacional, decidió emplear el naciente Ejército Popular de la República en ofensivas cuya finalidad era evitar la caída de la zona norte republicana, entreteniendo en otro frentes a las tropas franquistas. Estas ofensivas fueron las dirigidas a la conquista de Segovia y de Huesca. La de Segovia se saldó con un completo fracaso de las fuerzas gubernamentales, que no alcanzaron ninguno de sus objetivos.